# 紋別町
紋別町（もんべつちょう）は、かつて北海道紋別郡に存在した町である。

## 沿革
- 1909年（明治42年）4月1日 - 北海道二級町村制施行により紋別郡紋別村、藻鼈村（もべつ）が合併し、紋別村（もんべつむら）が発足。
- 1919年（大正8年）5月1日 - 二級町制施行し紋別町となる。
- 1921年（大正10年）4月1日 - 一級町に移行。
- 1954年（昭和29年）7月1日 - 紋別郡渚滑村、上渚滑村と合併し、市制施行して紋別市が成立。